# 杰里米·鲍伯戈
杰里米·约翰·鲍伯戈（英語：Jeremy John Baumberg，1967年3月14日—）是一位英国科学家，剑桥大学卡文迪许实验室纳米技术教授，奈米光子學中心主任，主要科普作品有《科学的隐忧：科学是如何工作与共享的》（The Secret Life of Science: How It Really Works and Why It Matters）等。